# Lowly Palace
Lowly Palace ist eine US-amerikanische Independent-Plattenfirma, die Tanz- und elektronische Musik veröffentlicht. Das Label wurde im September 2016 von Andre Benz, Gründer und Besitzer von Trap Nation, und Joaquim Guedes gegründet.

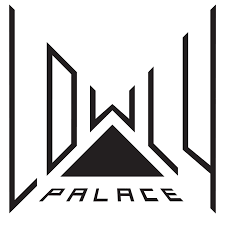
Lowly Palace Logo

## Geschichte
Nach vier Jahren Betrieb von Trap Nation gründeten Andre Benz und Joaquim José Guedes „Jay Guedz“ Lowly Palace, ein unabhängiges Plattenlabel mit dem Auftrag, „Underground Artists zu anerkannten Acts zu entwickeln“. In weniger als einem Jahr hat der YouTube-Kanal von Lowly Palace fast 100.000 Abonnenten gewonnen. Das Label konzentriert sich auf die regelmäßige Veröffentlichung von elektronischer Tanzmusik von aufstrebenden Künstlern.

## Copyright Freies Model
Lowly Palace arbeitet nach einem „Copyright-Freien“ Modell, das es seinen Fans erlaubt, Lowly Palace-Veröffentlichungen in einem nichtkommerziellen Format auf YouTube legal zu verwenden, solange sie sich auf das Originallied verlinken und den Künstler erwähnen.

## Lowly Palace Veröffentlichungen
Im August 2017 hat Lowly Palace insgesamt 116 Singles und 1 EP veröffentlicht. 

### EPs auf Lowly Palace
- Crystal Skies - Dichotomy EP
  - 8. August, 2017

## Künstler
- Aerreo
- Aeryn
- Aire Atlantica
- Ala
- Alexander Lewis
- Alina Rae
- Ameria
- Andy Marsh
- Anuka
- Ashley Lawless
- Ashliann
- Avae
- AVE & EFX
- Baron Fields
- Bazzi
- Beckii Power
- Belle Doron
- BLVCK Sheep
- Boxinlion
- Broderick Jones
- Brooke Williams
- BVRNOUT
- Cadence Ludden
- Calli Boom
- Calmani & Grey
- Channels
- CRVE U
- Cuchara
- Curfew
- Devault
- dontask
- DROELOE
- EFF3CTS
- Elk Road
- Elle Vee
- Ellusive
- Elora Zamar
- Emma Sameth
- Evix
- Fabian Mazur
- Fancy Cars
- Fedmate
- Feli Ferraro
- Felmax
- Fury
- Gent & Jawns
- Ghasper
- Giant Spirit
- Gladiator
- Heather Jeanette
- Helen
- Helen Tess
- Holly
- Holly Jade
- Hopsteady
- Hurley Mower
- HVNNIBVL
- INZO
- It's Different
- Jaeger
- Jake Herring
- James Meyers
- Jay Guedz
- Jaykode
- Jinco
- Jordan Comolli
- Josh Rubin
- JRND
- Karra
- Kat Kennedy
- Kédo Rebelle
- Kicks N Licks
- Kozah
- KROMATIKS
- Kyle Braun
- LA James
- Le Malls
- Lilianna Wilde
- Living Legacy
- Luke Cusato
- Maesic
- Magnifico
- Massive Vibes
- Mathew Steeper
- Mayowa
- Medii
- Mercy X
- Meric
- Mia Vailie
- Mickey Valen
- Mister Blonde
- MJ Ultra
- Módl
- Neo Noir
- Nine Lives
- Noé
- Not Your Dope
- Nox
- Nurko
- Ozzie
- Paniz
- Paris Blohm
- Party Thieves
- Paul Rey
- Pearl Andresson
- PRXZM
- ReauBeau
- Revoke
- RudeLies
- Sarah de Warren
- Shara
- Sinner's Heist
- SMLE
- Snareskin
- Spaces
- Stereohats
- Shuba
- Synchronice
- Take/Five
- Taptone
- Telykast
- The Lifted
- Tima Dee
- Tom Cantillon
- Trias
- Triste Noir
- TÜRKÜM
- Twerl
- UNKWN
- Unlike Pluto
- Varun
- VMK
- VRCTIC
- Waju
- Wide Awake
- Wolfe